# Vârful Igniș

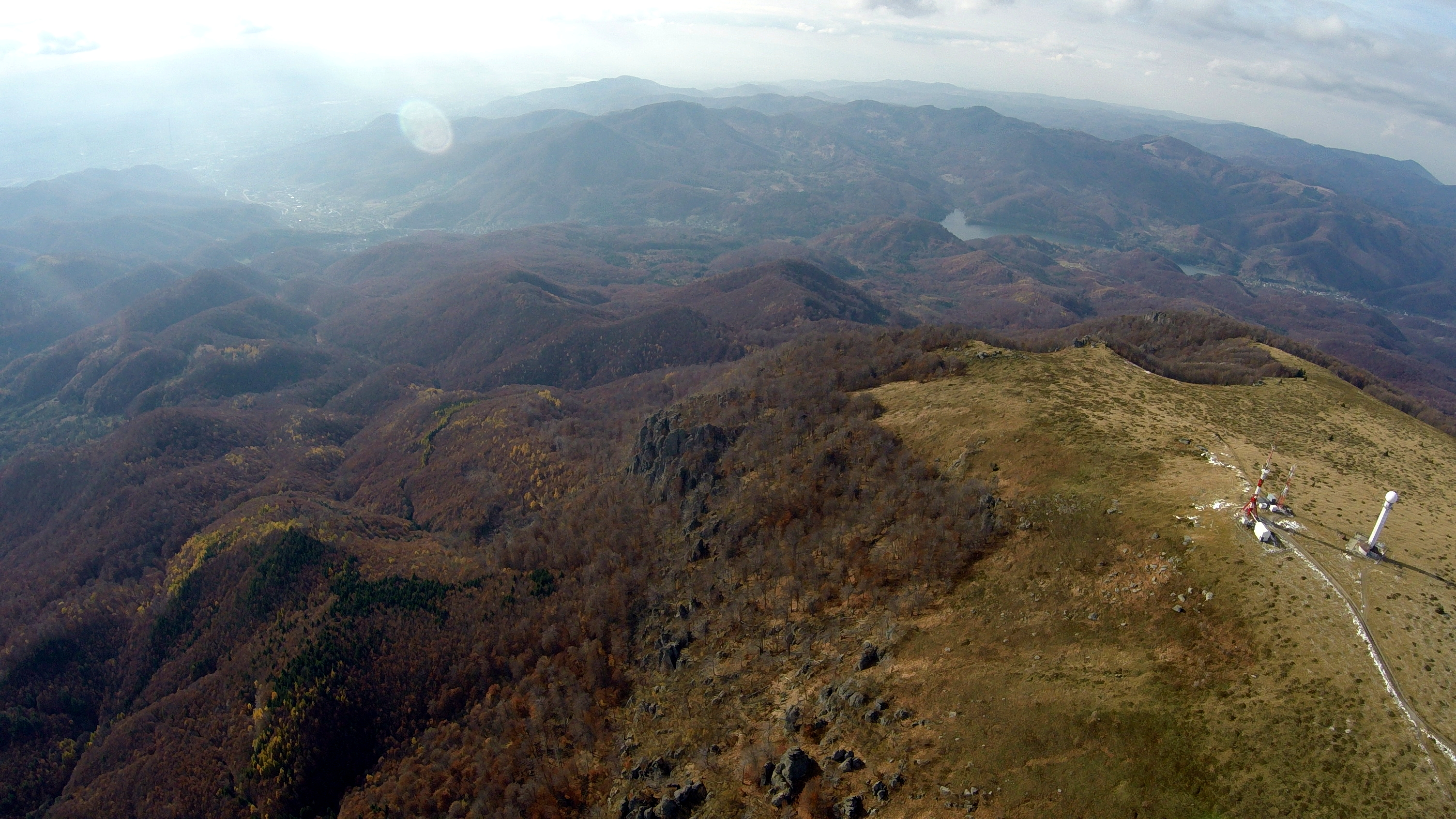
Vârful Igniș, văzut din parapantă

Vârful Igniș este un vârf cu altitudinea de 1307 m din Munții Igniș, în județul Maramureș.

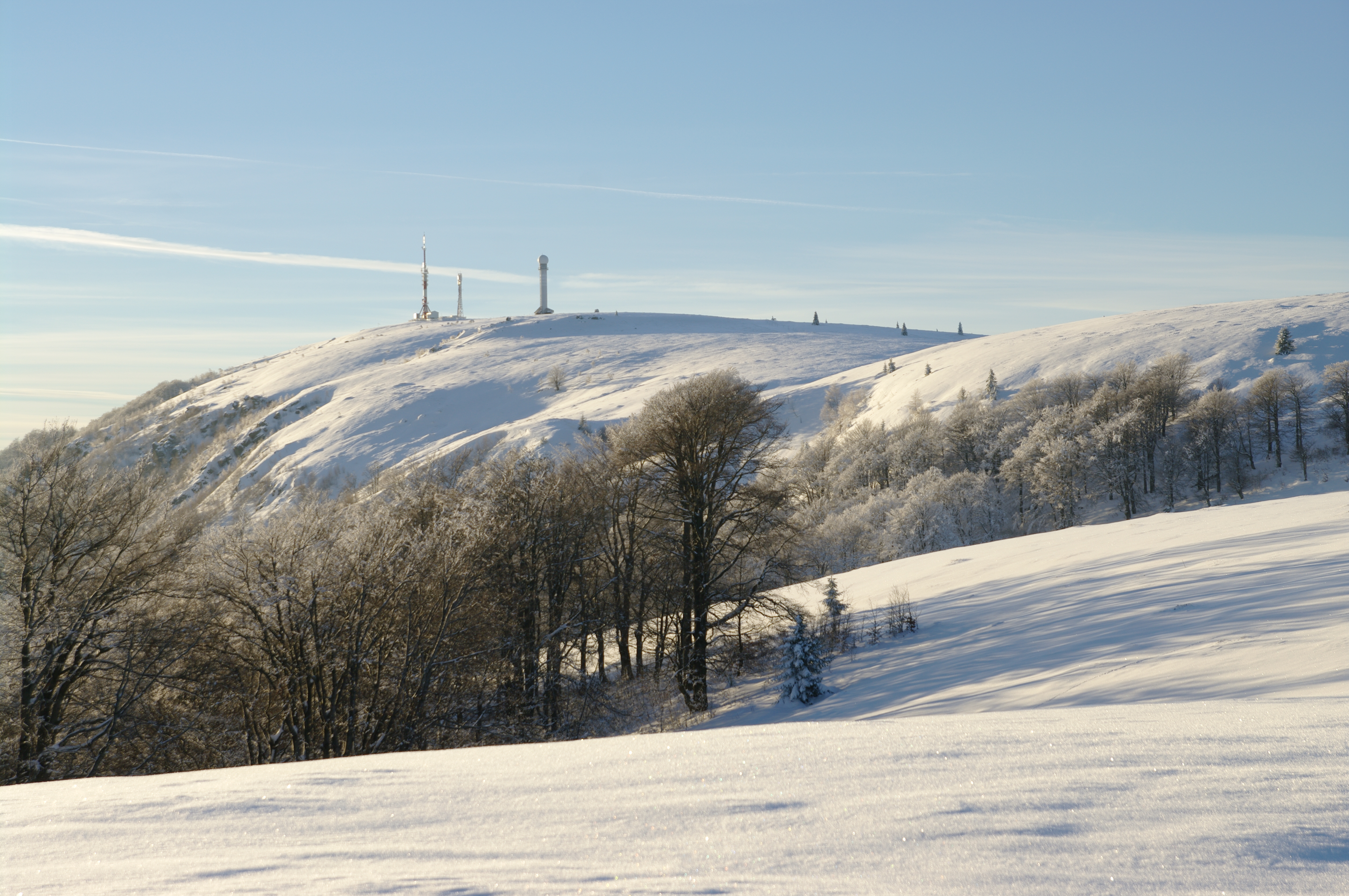
Vârful Igniș, văzut de pe drumul de la stațiunea Izvoare

Este situat la circa 10 km de orașul Baia Mare, iar în zilele senine este vizibil din oraș.

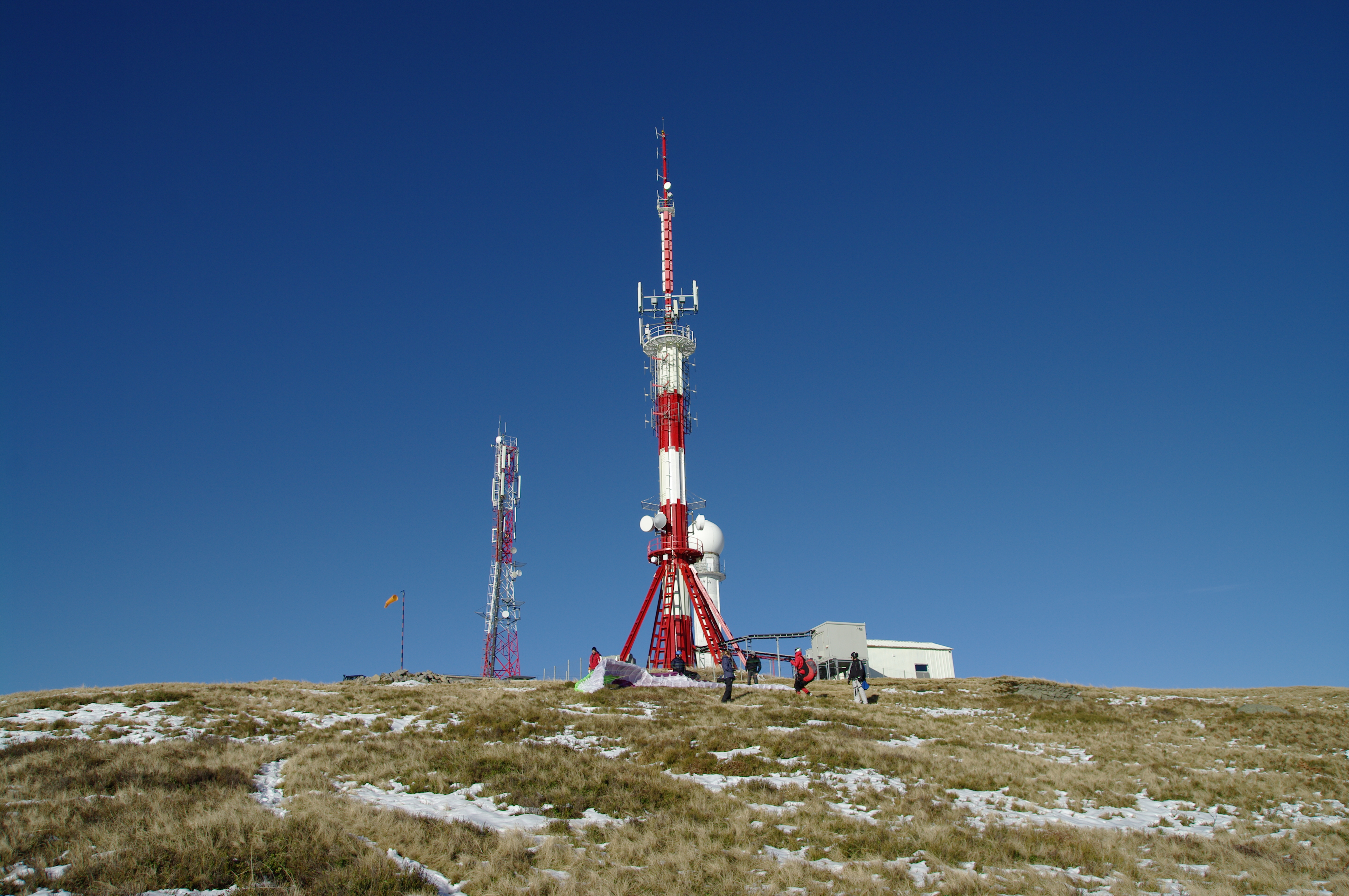
Turnurile de pe Vârful Igniș

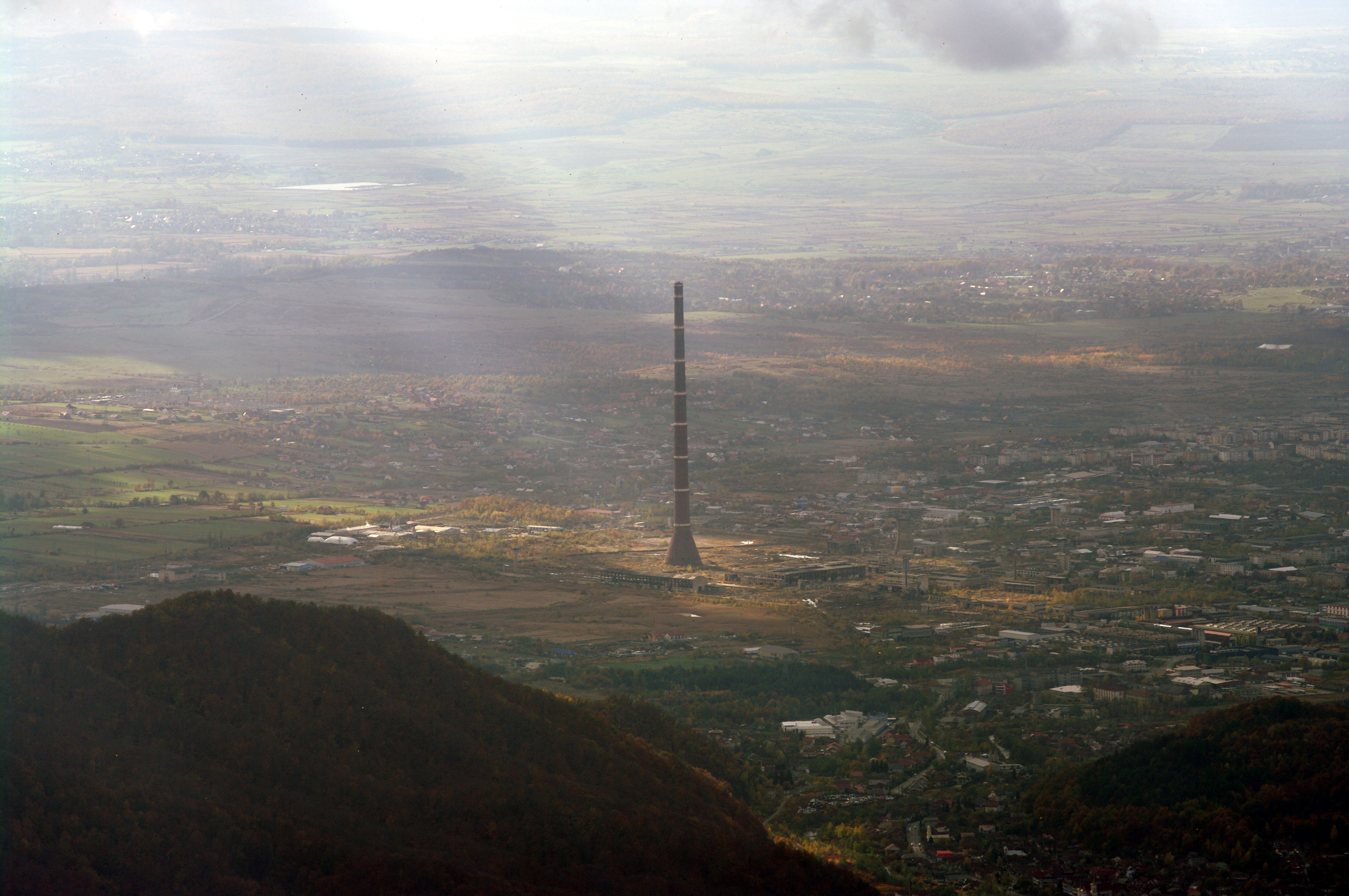
Baia Mare, văzută de pe Vârful Igniș

În mai 2004, pe vârf a fost pus în funcțiune sistemul radar meteo Igniș. După modernizarea acestuia, pe baza informațiilor generate de acesta se vor putea emite mesaje de avertizare meteo în timp cvasireal în vederea elaborării de programe ultrarapide, pentru diminuarea pierderilor în cazul producerii de viituri instantanee, în interiorul razei de 150 km. Sistemul acoperă și determină potențialul norilor și bazinul de recepție aferent malului drept al râului Tisa, din arealul Transcarpatia – Ucraina, utilizate în elaborarea prognozelor hidrologice de malul Tisa.